# Ulisse Albergotti
Ulisse Albergotti (Arezzo, ... – ...; fl. XVII secolo) fu uno scienziato e astronomo aretino, vissuto nel diciassettesimo secolo, oppositore di Galileo Galilei.
Volle dimostrare la luminosità propria della Luna e negare l'effetto delle eclissi come allineamento sullo stesso asse di Luna, Terra e Sole.

## Opere
- 1613 — Dialogo